# 默基特希臘禮天主教貝魯特-朱拜勒總教區
默基特希臘禮天主教貝魯特-朱拜勒總教區（拉丁語：Archidioecesis Berytensis et Gibailensis Graecorum Melkitarum）是黎巴嫩一個東儀天主教總教區（默基特希臘禮）。
5世紀貝魯特成立教區，1724年隨宗主教與羅馬合一。1881年8月16日升為總教區，並把朱拜勒的教座歸於自1802年署理該教區的貝魯特主教之下。
總教區包括首都貝魯特和周邊地區。2012年有129名司鐸、121個堂區、200,000名教友。現任教區總主教為濟利祿·薩利姆·布斯特羅斯。